# ورنر اشلاگر
ورنر شلاگر (انگلیسی: Werner Schlager؛ زادهٔ ۲۸ سپتامبر ۱۹۷۲) یک بازیکن تنیس روی میز اهل اتریش است. 
وی در مسابقات کشوری و بین‌المللی در مجموع برنده ۱ مدال طلا، ۱ مدال نقره، ۱ مدال برنز شده‌است.